# UBE2N
UBE2N‏ (Ubiquitin conjugating enzyme E2 N) هوَ بروتين يُشَفر بواسطة جين UBE2N في الإنسان.